# Òxid de plom(II)
L'òxid de plom(II) és el compost químic de fórmula PbO. L'òxid de plom(II) existeix en dues formes: vermella, amb una estructura cristal·lina tetragonal, i groga, amb una estructura cristal·lina ortoròmbica. Ambdues formes existeixen a la natura com minerals. La forma vermella és coneguda com a litargiri i la groga com a massicot.